# Шувалов, Александр Иванович
Граф Алекса́ндр Ива́нович Шува́лов (8 [19] февраля 1711 — 13 [24] октября 1771, с. Косицы Верейского уезда Московской губернии, ныне деревня Спасс-Косицы Наро-Фоминского района Московской области) — доверенное лицо Елизаветы Петровны и в особенности Петра III, камергер, начальник Канцелярии тайных розыскных дел, генерал-фельдмаршал, сенатор, член Санкт-Петербургской конференции.
Родной брат Петра Ивановича Шувалова и двоюродный брат Ивана Ивановича Шувалова, фаворита Елизаветы Петровны.

## Биография
Происходил из рода Шуваловых. Благодаря стараниям отца Ивана Максимовича, выборгского коменданта, причислен ко двору цесаревны Елизаветы, где играл до 1741 года важную роль, заведуя дворовым хозяйством. Принял деятельное участие в перевороте 1741 года.
С воцарением Елизаветы сразу занял влиятельное положение, осыпан, как и брат, монаршими милостями, наградами и знаками благоволения: в 1741 году награждён Орденом Александра Невского, в 1744 году становится генерал-поручиком, с 1746 года — генерал-адъютант императрицы, в том же году, как и брат Пётр Иванович, возводится в графское достоинство. Влияние Шуваловых возрастает в ещё большей степени с 1749 года, когда двоюродный брат Александра Ивановича, Иван Иванович, становится фаворитом Елизаветы. 18 (29) декабря 1753 года получает высшую награду Империи — Орден Святого апостола Андрея Первозванного.
С 1742 года принимает участие в делах Тайной канцелярии, в 1746 году сменяет знаменитого Ушакова на посту её главы. Присяга была принесена в домовой церкви Андрея Ивановича. Осуществляет надзор за содержанием в ссылке Брауншвейгской фамилии, руководит расследованием дела Лестока, позднее — следствием по делу Апраксина и Бестужева. Шувалов был приставлен следить за Екатериной Алексеевной и Петром Фёдоровичем, из-за чего выросла неприязнь великой княжны к первому.
В 1754 году назначается гофмаршалом при дворе великого князя Петра Фёдоровича, будущего Петра III. Шуваловы придают этому особое значение, поскольку рассчитывают, что подобное сближение с наследником престола позволит им укрепить своё положение при дворе. Однако будущее показало, что, сделав ставку на Петра III, они глубоко ошибались.
Последние годы елизаветинского царствования и короткое правление Петра III становятся вершиной могущества шуваловской партии: в 1758 году А. И. Шувалов становится сенатором, 28 декабря 1761 (8 января 1762) года — генерал-фельдмаршалом.
Во время переворота, приведшего Екатерину к власти, он пытается агитировать гвардейцев сохранить верность Петру, но, убедившись в полной бесперспективности своих попыток, бросается к ногам государыни, прося её о помиловании. Одобрив прошение, Екатерина дарит лично ненавистному ей Шувалову две тысячи крепостных и отправляет его в отставку со всех постов (1763 год). Газета «Санкт-Петербургские ведомости» сообщила, что 9 (20) января 1763 года её императорское величество удовлетворяет прошение графа Александра Ивановича Шувалова об отставке ввиду слабого здоровья и подтверждает его права на дарованные именным приказом Петра III от 9 (20) июня 1762 2000 дворцовых крестьянских душ в выбранных графом местах. Графу были пожалованы дворцовые Гиреевская и Кузовская волость (Калужская губерния) Можайского уезда (407 и 317 душ соответственно), а также село Аполье и Ямсковицкая мыза в Ингерманландии (1242 души).
Последние годы жизни провёл с семьёй в усадьбе Косицы Верейского уезда Московской губернии, похоронен в построенной им церкви Преображения, в пределе Алексия Митрополита.
Александр был наиболее бледной фигурой шуваловской партии, по отзывам современников, не имел ни харизмы, ни дарований своих братьев, без одобрения которых не смел сделать и шага. В Санкт-петербургской конференции, совещательном органе при императрице Елизавете Петровне, играл незаметную роль, будучи проводником чужих идей. Екатерина II, не терпевшая Александра Ивановича Шувалова, изображает его человеком неумным, нерешительным, жестоким, мелочным, скупым, скучным и пошлым:

Александр Шувалов, не сам по себе, а по должности, которую занимал, был грозою всего двора, города и всей Империи; он был начальником инквизиционного суда, который звали тогда Тайной канцелярией. Его занятие вызывало, как говорили, у него род судорожного движения, которое делалось у него на всей правой стороне лица, от глаза до подбородка, всякий раз, как он был взволнован радостью, гневом, страхом или боязнью.

## Семья
От брака с Екатериной Ивановной Кастюриной (18.10.1718—11.08.1790) имел единственную дочь Екатерину (1733—1821), выданную замуж в 1750 году за графа Гаврила Ивановича Головкина (ум. 1787). Императрица Екатерина II, не любившая не только самого Шувалова, но и всю его семью, писала о них:

Я была в карете с женою графа Александра Шувалова, с самой скучной кривлякой, какую только можно себе представить… Мы смеялись над ним, над его женой, дочерью, зятем чуть ли не в их присутствии; они подавали тому повод, потому что нельзя было себе представить более отвратительных и ничтожных фигур. Госпожа Шувалова получила от меня прозвище «соляного столпа». Она была худа, мала ростом и застенчива; её скупость проглядывала в её одежде; юбки её всегда были слишком узки и имели одним полотнищем меньше, чем полагалось и чем употребляли остальные дамы для своих юбок; её дочь, графиня Головкина, была одета таким же образом; у них всегда были самые жалкие головные уборы и манжеты, в которых постоянно в чём-нибудь да проглядывало желание сберечь копейку. Хотя это были люди очень богатые и не стесненные в средствах, но они любили по природе все мелкое и узкое, истинное отражение их души.

## Киновоплощения
- «Пером и шпагой (телесериал)», 2007 года, Россия. Режиссёр — Евгений Иванов, в роли Шувалова — Дмитрий Поднозов
- «Екатерина (телесериал)», 2014 года, Россия. Режиссёр — Александр Баранов, в роли Шувалова — Николай Козак
- «Великая», 2015 года, Россия. Режиссёр — Игорь Зайцев, в роли Шувалова — Роман Мадянов.
- «Елизавета», 2022 года, Россия. Режиссер — Дмитрий Иосифов, в роли Шувалова — Артём Ключников.